# Ахолфинг
Ахолфинг (њем. Aholfing) општина је у њемачкој савезној држави Баварска. Једно је од 37 општинских средишта округа Штраубинг-Боген. Према процјени из 2010. у општини је живјело 1.762 становника. Посједује регионалну шифру (AGS) 9278112.

## Географија
Ахолфинг се налази у савезној држави Баварска у округу Штраубинг-Боген. Општина се налази на надморској висини од 324 метра. Површина општине износи 21,4 km².

## Становништво
У самом мјесту је, према процјени из 2010. године, живјело 1.762 становника. Просјечна густина становништва износи 83 становника/km².